# Bythinella zyvionteki
Bythinella zyvionteki is een slakkensoort uit de familie van de Hydrobiidae. De wetenschappelijke naam van de soort is voor het eerst geldig gepubliceerd in 1987 door Falniowski.